# 周艷泓
周艷泓（1966年3月—），曾用名周燕紅，周彥宏，中国大陸歌手，出生于江蘇省常州市。

## 生平
1984年畢業于常州市第一中學。後进入常州工業技術學院学习。早年曾在常州製藥厰工作。1995年出版專輯《又見茉莉花》，1997年擔任胡里奥·伊格莱西亚斯中國演唱會嘉賓，2003年出版自傳《當愛情經過的時候》，因書中多處描述與事實不符，引發爭議。2004年捲入李湘與李厚霖離婚事件，但當事人予以否認。

## 音樂作品

### 專輯
- 1995年 《又見茉莉花》
- 1996年 《跟你在一起真好》
- 1997年 《春暖花开》
- 1998年 《中國音樂風情畫》
- 1999年 《周艷泓卡拉OK精選》
- 2000年 《跟你在一起真好 新歌+精選》
- 2003年 《當愛情經過的時候》
- 2004年 《私人公園》
- 2006年 《當泓不讓》（新歌+精選+DVD）
- 2008年 《梨花滿天開》
- 2011年 《我的心好累》
- 2012年 《泓艳传书》[5]

### 單曲
- 2009年 《要嫁就嫁灰太狼》
- 2012年 《白骨精写给孙悟空的信》
- 2015年 《一路幸福》

## 影視作品
- 1999年《笑面人生》
- 2001年《就赌这一次》
- 2002年《三喜临门》
- 2005年《海上姊妹花》（话剧）
- 2005年《撕开你的伤口》
- 2008年《护士站的故事》

## 書籍
- 1995年《我的故事我的歌》
- 2003年《當愛情經過的時候》